# Heidrun Schimmel
Heidrun Schimmel (* 29. April 1941 in Bamberg) ist eine deutsche Textilkünstlerin und Bildende Künstlerin.

## Leben
Schon während ihrer Schulzeit nahm Heidrun Schimmel mehrere Jahre Privatunterricht bei Anna Löffler-Winkler von 1950 bis 1956 in Zeichnen und Malen und bei Johanna Zimmermann in Web- und Sticktechniken, vor allem der ‚Schattenstickerei‘ von 1958 bis 1960. Nach dem Abitur folgte 1960–1965 das Studium an der Akademie der Bildenden Künste Nürnberg bei Prof. Stefan Eusemann, Textildesign, und bei Prof. Ernst Geitlinger an der Akademie der Bildenden Künste München Malerei sowie Kunstpädagogik bei Prof. Anton Marxmüller. 1974 erhielt sie mit Textilobjekten das Diplom.
Parallel zu ihrer Textilarbeit betrachtet Heidrun Schimmel ihre Tätigkeit als Bibliothekarin der Kunstakademie von 1965 bis 1988 als Glücksfall. Die Bibliothek war damals in München ein Magnet für Künstler und Künstlerinnen Kunsthistoriker und Kunsthistorikerinnen und Studierende, denn der Sammlungsschwerpunkt war nationale und internationale Literatur zur zeitgenössischen Kunst und gewährte einen umfassenden und beispiellosen Ein- und Überblick über das aktuelle Kunstgeschehen. Bibliothek und Textilarbeit ergänzten und beeinflussten sich bei Heidrun Schimmel insofern, als der Begriff ‚Text‘, abgeleitet von dem lat. Verb ‚texere‘ eine direkte Verbindung zum Textilen herstellt.
Heidrun Schimmel erlebte nicht nur anhand ihrer eigenen textilen Arbeiten die damals übliche starre und geringschätzende Festlegung von Künstlerinnen auf das sog. Kunstgewerbe sowie ihre Nicht-Existenz im Mainstream des Kunstbetriebes. Deshalb organisierte sie 1982 mit Prof. Fridhelm Klein und Studentinnen das öffentliche 10-tägige Symposium „Kunst und/von Frauen“ in der Aula der Akademie, unterstützt vom Kulturreferat der Landeshauptstadt München. Es war zu diesem Zeitpunkt die erste feministische Veranstaltung in München mit Initialzündung. Dennoch dauerte es bis 1995, bis die erste weibliche Professorin für freie Kunst Christina Iglesias (1995–1999) an die Münchener Akademie berufen wurde.
2001 kehrte Heidrun Schimmel im Alter von 60 Jahren in ihren Heimatort Bamberg zurück. Sie ist bis heute in der Textilkunst/Fiber art verankert und wurde 2005 in das Galerieprogramm browngrotta arts in Wilton/Connecticut/USA aufgenommen. Das lebenslange Anliegen der Sichtbarmachung von Frauen im Kunstbetrieb zeigte sich nicht nur in vergangenen Ausstellungen, sondern führt sie mit Unterstützung des Kunstvereins Bamberg bis zum heutigen Zeitpunkt fort. Sie nahm 2024 an der Ausstellung ‚aufgefächert‘ teil zusammen mit neun Positionen fränkischer Künstlerinnen in der Kunsthalle Schweinfurt. Eine Jury verlieh ihr dort den ersten Preis, verbunden mit einer Einzelausstellung 2026 in der Kunsthalle, die sie öffnen wird für eine umfassende Präsentation aktueller Positionen der Textilkunst.

## Werk

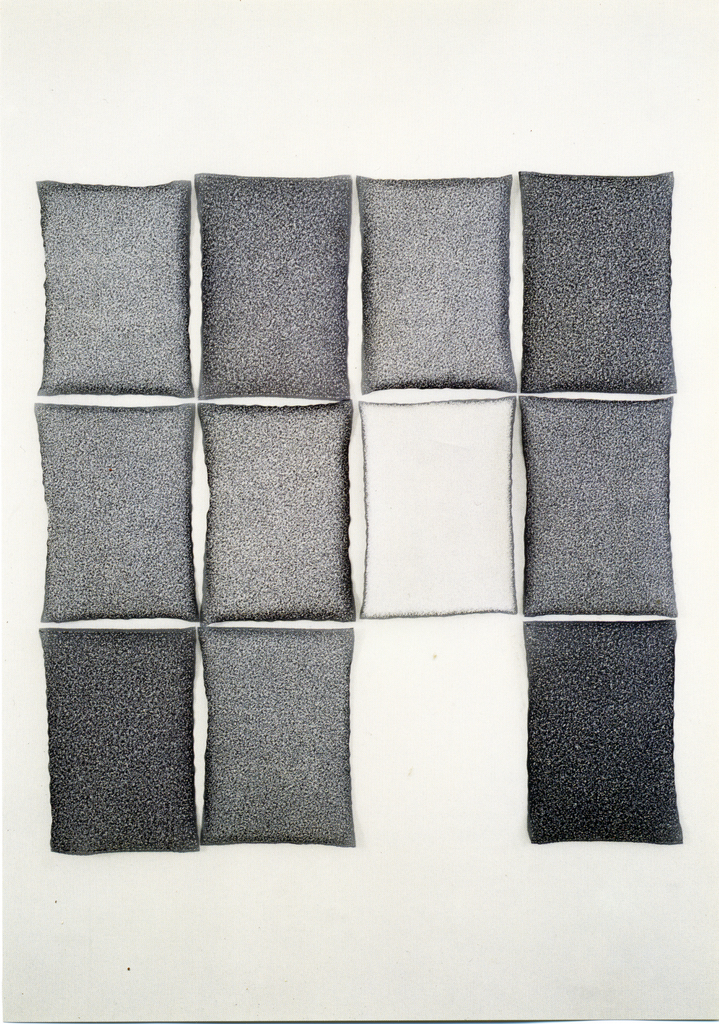
Heidrun Schimmel: Lebensgewebe (1992)
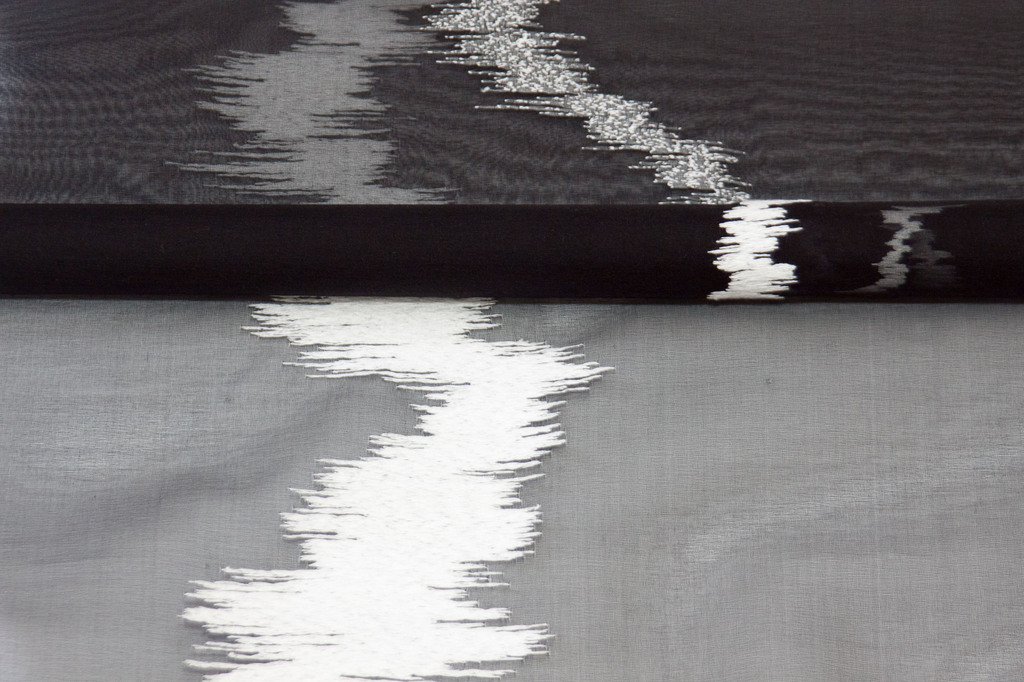
Heidrun Schimmel, Fadenrollen (2013)
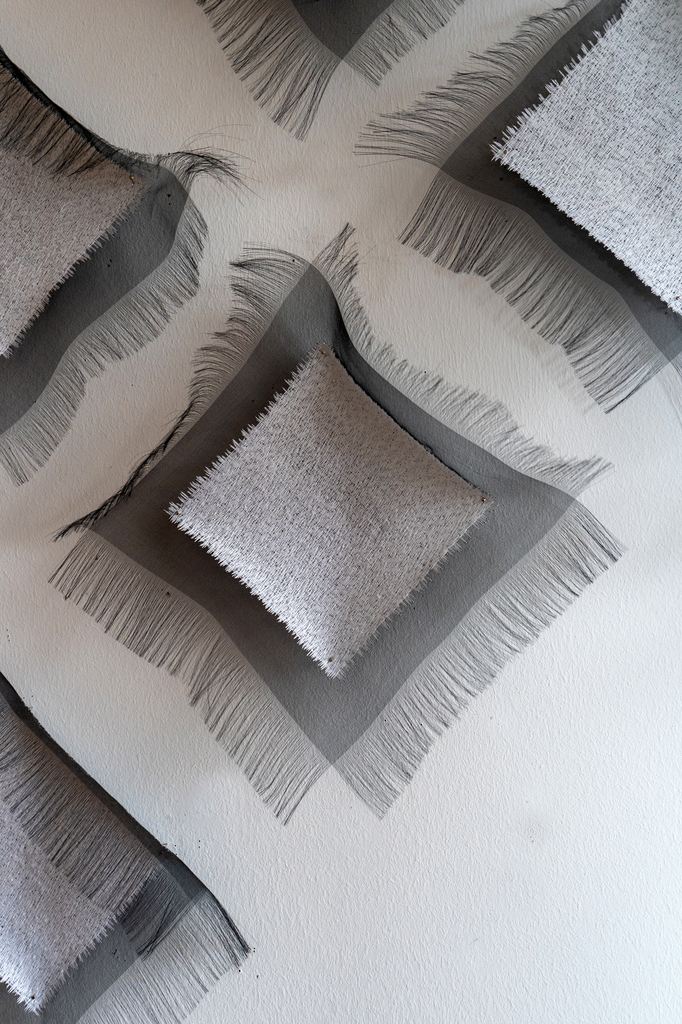
Heidrun Schimmel: nach-Strich-und-Faden (2022)

Die 1960er-Studienjahre fielen in die turbulente Zeit des Aufbruchs traditioneller Kunstkategorien. Das, was man bis dahin unter Textilkunst verstand, wurde von "Fiber Art" abgelöst: Ins Blickfeld rückten das Material als Solches und der Arbeitsprozess. Prägend für diesen Perspektivwechsel war die legendäre Ausstellung von Harald Szeemann "When attitudes become form" in Bern 1969. Es galt nicht mehr die Maxime "form follows function", sondern das Material, seine spezifischen Eigenschaften und Arbeitsprozesse bestimmten die Form. Auch Minimal Art und "Anti-Form" im Sinne von Robert Morris gaben Heidrun Schimmel wichtige Impulse. Im Fokus ihres Werkes steht ausnahmslos der textile Faden, das Arbeiten mit Nadel und Faden in Weiß auf Schwarz, ähnlich einem Schreibvorgang.
In den Anfängen ihres künstlerischen Schaffens experimentierte Schimmel mit verschiedenen Strick- und Webtechniken, entschied sich dann aber nach einem Rückgriff auf die "Weiß/weiße Schattenstickerei" für ein freies "Weiß/Schwarzes Fadenheften". Mit dieser Arbeitsweise, bei der es keine Vorzeichnung und keine Korrekturen gibt, jeder Stich sitzen muss und die absolute Präsenz erfordert, gelang ihr 1979 der internationale Durchbruch auf der 9e Biennale Internationale de La Tapisserie in Lausanne/CH. Der Heftvorgang ist sehr zeitintensiv und das Resultat ist sichtbar manifestierte Zeit. Es gibt bei Heidrun Schimmel kein vorgefertigtes bildhaftes Konzept, keinen Plan, sondern das Objekt entsteht im Verlauf der Zeit als organischer Prozess aus den Eigenschaften des Materials - im Unterschied zu Künstlern der Concept-Art wie z. B. On Kawara. Material wird Kunst.
Heidrun Schimmel ist QiGong Schülerin und übt seit vielen Jahren die Wahrnehmung und Aktivierung körpereigener Energien. In ihrer Textilkunst geht es ihr deshalb um die Energie des Materials. Sie fühlt sich hingezogen zu Japanischer Kunst und schätzt besonders den Modedesigner Issey Miyake, den sie gerne frei zitiert: "Wissen Sie, was ich manchmal tue? Ich schließe die Augen und lasse mir vom Stoff sagen, was ich tun soll."
„Faden: … der rote Faden, der rettende Faden, der Geduldsfaden, der Lebensfaden, der Schicksalsfaden, der Faden der Ariadne, am seidenen Faden hängend, sich verstricken, sich verknoten, spinnen, jemand spinnt …“ In Schimmels Arbeiten geht es um den existenziell und symbolisch eng mit dem menschlichen Leben verbundenen textilen Faden.

## Ausstellungen und Preise
- 1999: Art of the Stitch, London UK, Milward Award for the most outstanding use of handstitchery
- 2002: International Biennial II: Women in Textile Art, Miami FL, USA, First Place
- 2004: Fiberart International, Pittsburgh PA, USA, Joanne Purrington Folley Memorial Award
- 2010: Fiber Celebration, Greeley CO, USA, 2nd place, non-functional 2-dimensional category
- 2013: Kunstverein Bamberg, Berganza Preis[4]
- 2015: 17th international Mini textile exhibition: Memory of Textiles, Bratislava SK, Jury Prize
- 2016: Stadt Bamberg, E.T.A. Hoffmann-Preis (gemeinsam mit Bernd Wagenhäuser)[2]
- 2024: 6. Triennale für zeitgenössische Kunst in Franken: Aufgefächert!, Kunsthalle Schweinfurt, Jury Preis[5]: Einzelausstellung 2026

## Publikationen / Schriftgut
- Feuchtmayr, Inge, Erste Biennale der Deutschen Tapisserie. 20. Juni bis 1. Oktober 1978, München 1978
- Meinz, Manfred, Zweite Biennale der deutschen Tapisserie. Kulturgeschichtliches Museum Osnabrück, 31. Mai bis 7. Juli 1980, Osnabrück 1980
- Kulturreferat der Landeshauptstadt München/Städtische Galerie Paderborn (Hg.), NATURA FORTE. Jane Baalsgaard, Birgit Bossert, Sabine Fockner, Dorothea Frigo, Dorothea Reese-Heim, Heidrun Schimmel, Beatrix Sitter-Liver [Ausstellung in München vom 24. 5. 1991 – 16. 6. 1991], München 1991
- Bayerischer Kunstgewerbeverein/Kluge, Andrea/Dechant, Gerhard (Hg.), Textile Kunst. Sabine Fockner, Dorothea Frigo, Dorothea Reese-Heim, Heidrun Schimmel, Beatrix Sitter-Liver, Passau 1993[6]
- Runde, Sabine/Heyer-Schmitz, Andrea, Zeitgenössisches deutsches Kunsthandwerk. 6. Triennale 1994 ; Schmuck, Gerät, Möbel, Buchkunst, Keramik, Textil, Papier, Glas, Frankfurt am Main 1994[7]
- Banz, Claudia, Contemporary Arts and Crafts from Germany, München 2000[8]
- Benno und Therese Danner'sche Kunstgewerbestiftung (Hg.), Danner-Preis 2011, München 2011[9]
- Hahn, Hans Peter/Schuierer Johann/Geister, Werner, Seidenpudelspitz. ein Kunstprojekt 2013 in der Friedrichstrasse Bayreuth, Bayreuth 2013[10]
- Geitlinger, Ernst/Annelies und Gerhard Derriks, Kulturstiftung (Hg.), Ausdruck von Freiheit. Ernst Geitlinger und Schüler; Kunsthaus Fürstenfeldbruck, 8. November 2013 bis 12. Januar 2014, Fürstenfeldbruck 2013[11]
- The Box Project, edited by Lyssa C.Stapleton, USA 2016[12]
- Brandl, Andrea / Kunsthalle Schweinfurt, Aufgefächert! - 6. Triennale für zeitgenössiche Kunst in Franken. 28.6.–15.9.2024 Kunsthalle Schweinfurt, Schweinfurt 2024[13]